# Parque Eugene Cross
El Parque Eugene Cross (en inglés: Eugene Cross Park) es un campo de rugby y críquet en Ebbw Vale, Gales, Reino Unido. En noviembre de 1919 se formó la Asociación de Bienestar Ebbw Vale que compró el "Campo Bridgend". Los 6 acres (24.000 m²) de tierra pasaron a ser conocidos como Welfare Ground, y en 1973 su nombre fue cambiado a su nombre actual en honor a Sir Eugene Cross, un presidente influyente y de larga data de los Síndicos del Bienestar. El espacio cuenta con terrazas, un puesto que fue adquirido debido a un incendio que quemó las gradas anteriores y una casa club que cuenta con un bar y  una tienda de club abierto en los días de partidos. El estadio está situado al lado de la carretera B4486, en la Ruta de Newchurch y el río Ebbw.